# Jackson Soloist
Jackson Soloist — модель электрогитар компании Jackson Guitars, которая официально выпускается с 1984 года (прототипы были доступны в начале 1980-х годов). Jackson Soloist, по существу, стал первопроходцем дизайна Superstrat. Изначально дизайн Jackson Soloist был копией гитары Fender Stratocaster, но с существенными отличиями. Новая модель имела сквозное грифовое соединение, двойную запирающую тремоло систему Floyd Rose, а также элитную древесину, которая сделала Jackson Soloist более совершенной гитарой.
В 1980-е годы во времена подъёма шреда Jackson Soloist стал широко известной гитарой в среде рок и метал музыки, особенно у соло-гитаристов.

## История

### Ранние годы
Образцы модели Jackson Soloist берут своё начало во времена, когда Jackson Guitars ещё не была официальной компанией, а просто сайд-проектом Гровера, в то время работавшим на фирме Charvel. Ранние образцы имели вставленные грифы, форму корпуса Fender Stratocaster, головки грифа Explorer, а также винтажные тремоло-системы Charvel. С самых ранних дней после официального появления компании Jackson, общий стиль гитары Jackson Soloist ещё не имел чёткой конфигурации. Эти модели часто имели такие вариации элементов, которые позже стали стандартными, как размер, форма гитары, а также регуляторы управления.
Первый официальный Jackson Soloist с серийным номером J0158 был завершён 28 августа 1984 года (хотя серийный номер гитары появился на полторы недели раньше). До этого Soloist назывался «Традиционным Стратом» или «Стратом со сквозным грифом». Более ранние модели, как правило, были исключительно пользовательскими гитарами, которые не следовали никаким реальным стандартам. К тому времени на заводе появилась основная схема спецификации, использующаяся по умолчанию на всех заказных гитарах и изменяющаяся только при указании заказчика.

### Оригинальные платформы
- The Soloist Custom: стандартный корпус со сквозным грифом, 24 лада, накладка из чёрного дерева, инкрустации с жемчужными вставками в виде «акульего плавника», связанные накладка и головка грифа.
- The Soloist Student: стандартный корпус со сквозным грифом, 24 лада, накладка из палисандра, жемчужная инкрустация в виде точек.

Предназначенные характеристики модели были схожи с Gibson Les Paul Standard (Student в данном случае) и Les Paul Custom. Эти характеристики не создают свойства низкокачественного инструмента, даже две другие модели Soloist были сделаны аналогичным образом.

### Оригинальные опции
- Тремоло-система Floyd Rose
- Тремоло-система Kahler
- Струны сквозь корпус (стиль RR)

Довольно широкий выбор синглов. Клиент может получить сингл любой конфигурации и любой марки. Стандартной маркой синглов до 1985 года была Seymour Duncan, а после 1985 года компания начала использовать внутрифирменные стандартные датчики.
Отделки были практически неограниченными. В то время как стандартными цветами были платиновый розовый, красный Феррари, слоновой кости и чёрный, любой другой цвет или графический рисунок был доступен только по высоким ценам.
Некоторые элементы были изменены, чтобы сократить расходы и ускорить производство. Такой пример изменений был в середине 1980-х годов, когда оформленные вручную концы в креплении ладов были обрезаны, чтобы сэкономить время ручного скобления между каждым ладом. Внутренние датчики также стали стандартными. Грифы также изменились со слоистых в начале года на цельные, чтобы предотвратить потери древесины.
1986 год стал годом, когда компания переехала из Глендоры в Сан Димас, а затем в Онтарио. В 1987 году компания начала использовать тремоло-систему Floyd Rose, изготовленную в Азии с собственным именем на верхней панели. Ещё можно было купить бридж Floyd Rose или Kahler, но подразделение JT-6 Jackson не выполнило своих обязанностей. Чтобы отличать различные бриджи, надо было взглянуть на гайки дальнего конца грифа. Если гайка вворачивалась с винтами, которые проходят сквозь задней поверхности грифа, то это была тремоло-система Floyd Rose, изготовленная на заводе. Если зажим крепился за гайкой и на поверхности, то система была оснащена JT6.
Кроме того, появились Soloist модели в стиле арктоп. Начальные ряды накладок были сделаны из бразильского палисандра, пылающего клёна и красного дерева.
Графические отделки были очень популярны в эту эпоху. Список наиболее распространённых стилей довольно длинный, а уникальных ещё больше. Внутрифирменные датчики стали стандартными в начале 1985 года, а средние регуляторы контроля были введены во многих гитарах.
Синглы были изготовлены вручную бывшим сотрудником Fender Эбигейл Ибарра, которая была обнаружена основателем Fender Custom Shop Джоном Пейджем, посетивший Jackson в начале 90-х. Джон Пейдж хотел купить тогда ещё неиспользованные сингловые машины, а нашел её, работающую там. Она была нанята компанией Jackson в 1985 году, когда фирма Fender была продана компанией CBS фирме FMIC. Дорогие датчики Masterwound были изготовлены на той же машине, что и в середине — конце 80-х. Кроме того, эта часть статьи является машинным переводом.

### Эра производства
До этого момента гитары Soloist изготавливались на заказ, и каждая получала свой серийный номер, который соответствовал подробному порядку работы. Следующее большое изменение произошло в 1990 году. На этот раз компания решила запустить Soloist в производство, а не делать их на заказ. Они отмечались серийным номером продукта. 4 цифры после названия Jackson печатались только через Custom Shop.
Много различных моделей было представлено в течение 1990-х. Также появились импортированные Jackson Soloist в это время. Производство тремоло-систем JT6 было снижено в пользу стиля Floyd Rose фирмы Shaller, которые располагались на поверхности корпуса. Несколькими годами позже вернулись подлинные модели Floyd Rose.

## Основной идентификатор
На головке грифа гитары Jackson Soloist под основным логотипом всегда присутствует надпись «Сделано в США». Гитары с логотипами «Professional» и «Performer» всегда импортируются. Американский серийный номер гитары Jackson Soloist после названия модели всегда будет иметь 4 или 5 цифр. В то же время это будет означать, что модель гитары не импортирована. Модели Archtop имеют логотип JA + четырёхзначный серийный номер.
В пользовательскую эпоху 1980-х годов существовали две стандартные классификации: модели Student и Custom. Модели Student имеют палисандровые накладки и точечные инкрустации. Модели Custom имеют накладки из чёрного дерева, инкрустации в форме акульего плавника и крепление грифа с его головками. Существует много примеров, стирающих эту грань. Часто можно найти примеры с альтернативными материалами грифа, например, модели Student могут иметь крепления. Помните, что для уточнения доступен любой вариант.
Модели Soloist в корпусе всегда имеют сквозной гриф. Компания Jackson Guitars также изготавливают гитары, головки грифа которых повёрнуты нижним концом вверх. Эти модели известны под именем Jackson Dinky. Гриф таких моделей крепится на болтах.

## Наследие
Jackson Soloist, пожалуй, самая недооценённая модель гитары, разработанная в 1980-х годах. В отличие от многих гитар, имевших утончённые вариации старых гитар Gibson и Fender, Soloist взял сквозную конструкцию грифа и удобный корпус компании Fender, а также спецификации ладов и электроники компании Gibson. Это было идеальным слиянием старого и нового решения конечного продукта в сочетании с уникальным тоном и чувствительностью, когда-либо ещё существовавших. Fender, Gibson, и Martin (они же большая тройка) имеют все предлагаемые достаточно точные старые копии Jackson Soloist. Бесчисленные импортные и отечественные компании процветали за счёт копий Jackson Soloist. Гитары, которые стали более известными, чем Soloist, такие как серии Ibanez RG и ESP M, вероятно, не существовали сегодня, если бы не практические нововведения компании Jackson Guitars.

## Поздние модели
Существуют различные вариации базовой конструкции Jackson Soloist на производстве. Они могут быть разделены на четыре основные группы: SL1, SL2, SL3 и SLSMG

### Soloist 1
Soloist 1 — ведущая модель Jackson Soloist. Она имеет ольховый корпус с пересекающимся сквозным кленовым грифом. Закреплённая накладка сделана из чёрного дерева и имеет 24 больших лада с треугольными инкрустациями в форме «акульего зуба» из перламутра (все SL1 и SL2H модели используют настоящий перламутр для их инкрустации). Soloist 1 использует оригинальную двойную запирающую тремоло-систему Floyd Rose. Она также имеет HSS-конфигурацию звукоснимателей компании Seymour Duncan. Средний и грифовый перекрытые датчики являются классическими хамбакерами Stack, в то время как бриджевый является TB-4 «Trembucker». Soloist 1T такая же гитара, за исключением добавленого фиксирующего бриджа. Все Soloist 1 производятся в США.

### Soloist 2H
Soloist 2H (Soloist 2 является другой моделью, производившейся с 1996—1997 годов) имеет те же характеристики, что и Soloist 1, за исключением конфигурации звукоснимателей. Гитара изготовлена из одной и той же древесины, имеет 24 лада, сквозной гриф, тот же бридж и т. д. В отличие от Soloist 1 Soloist 2H имеет только 2 хамбакера Seymour Duncan: около грифа и бриджа. Кроме того, Soloist 2H использует трёхпозиционный переключатель, а не 5-позиционный на Soloist 1 и Soloist 3. Soloist 2H имеет оригинальную тремоло-систему Floyd Rose, а Soloist 2HT использует фиксирующий струнодержатель. Soloist 2H-MAH изготовлен из красного дерева с прозрачной краской на корпусе и головке грифа. Все Soloist 2H производятся в США.
Soloist 2 снова сделан в США, имеет сквозной гриф (все Jackson Soloist имеют сквозной гриф). Soloist 2 можно считать более скромной версией Soloist 2H, состоящей из кленового сквозного грифа и корпуса с крыльями из тополя, накладки из чёрного дерева и «необязательных» инкрустаций в форме акульего зуба. Большая часть из них имела ровную накладку без маркированных инкрустаций на ней. Тремоло Floyd Rose компании Jackson — лицензированные двойные тремоло-системы JT-580, широко использующиеся в японском производстве. Логотип Jackson не является перламутровым на Soloist 2, в то время как на SL2H является оригинальным.

### Soloist 3
Soloist 3 также принадлежит серии Jackson`s Pro. Корпус изготовлен из ольхи с топом из огненного клёна на моделях, покрытых прозрачным лаком. В Soloist 3 установлены оригинальные сингловые звукосниматели около грифа и в средней позиции, а также хамбакер в бриджевой позиции. Seymour Duncan Hot Rails устанавливаются в сингловых позициях, а хамбакеры Seymour Duncan JB занимают позицию бриджа. Дополнительные возможности включают в себя двойную запирающую тремоло-систему FRT-02000, 24 лада, палисандровую накладку, инкрустации в форме зуба акулы и соответствующие головки грифа на прозрачных конечных моделях. Soloist 3 производятся в Японии. Существует также более новая MG-версия. Soloist 3MG обладает теми же характеристиками, но с установкой EMG 81/85. Эти модели японского производства были высокого качества. Они были на рынке с 2000 по 2002 год.
Soloist 4 также из серии высококачественных моделей гитар фирмы Jackson. Корпусы этих моделей были сделаны либо из ольхи, либо из красного дерева. Грифы изготавливались либо из клёна, либо из красного дерева, однако японские модели имели два отличия от Soloist 1 и Soloist 3. Японские модели изготавливались с конца 90-х по начало 2000-х и имели 22 удобных лада, хамбакеры и струнодержатели JT 580. Модели выходят с цельной-транс-стеганой кленовой отделкой. Со стороны американской линии гитар Jackson были другие экономичные линейные входные цены. С 1987 по настоящее время линия моделей Jackson называется Pro Line, а периодом вершины продаж этих моделей были 1990-е годы.

### SLSMG
SLSMG (сверхлёгкий Soloist MG)- модель начального уровня, принадлежащая MG серии. Она имеет сквозной гриф, который является обязательным для любой модели Soloist. В связи с прекращением производства американских SLS, SLSMG является одной из немногих моделей Soloist, не имеющей традиционную головку грифа с шестью встроенными колками. Вместо этого головка грифа была оснащена тремя колками с каждой стороны. Модель выпускалась до июля 2006 и имели пассивные керамические хамбакеры EMG HZ-H3, в то время как другие, выпущенные после этой даты, оснащались активными датчиками EMG 85 или 81 около бриджа и грифа. Высеченный корпус SLSMG был сделан из красного дерева. Сквозной дизайн струн делает SLSMG одной из немногих моделей Soloist без тремоло Floyd Rose. Все SLSMG сделаны в Японии.

### Chicago MG
Jackson в партнёрстве с Washburn International со штаб-квартирой в городе Вернон Хиллс, штат Иллинойс, в течение короткого времени на Элстон — авеню в центре Чикаго производил версии моделей MG. Дополнительные модели MG были импортированы на Washburn согласно спецификации Jackson. В это время компания Jackson начала экспериментировать с CNC оборудованием для настройки геометрии отдельных грифов по требованиям некоторых музыкантов. Другие компоненты MG были копиями CNC, изготовленными местным производителем с достаточно высокой точностью повторявших сборку MG.

## Дополнительные ссылки
- Официальный сайт компании Jackson
- Сайт, посвящённый гитарам Jackson (рус. яз.)
- Официальный дистрибьютор гитар Jackson (рус. яз.)
- Звук гитар Jackson (примеры mp3)